# Girolamo Ginelli
Beato Girolamo Ginelli (de' Ginelli) (Ancona, giugno 1451 – Ancona, 16 ottobre 1506) è stato un religioso italiano.
Nacque dalla nobile famiglia anconetana di Pier Simone Ginelli.
Entrò giovanissimo nei religiosi del convento di San Sebastiano ad Ancona e nel 1477 prese  l'abito monacale dell'Ordine francescano.
Si ritirò nel 1482 nell'eremo di San Pietro sul monte Conero, dove si dedicò alla vita solitaria e contemplativa, praticando la penitenza andando scalzo e dormendo sulla nuda terra.
Verso il 1500 aderì alla Congregazione degli Eremiti di Santa Maria in Gonzaga che divisero il romitorio con i frati camaldolesi.
Morì in fama di santità nel 1506 e fu sepolto nel Duomo di Ancona dove, nel 1509, lo scultore Giovanni Dalmata eresse il monumento funebre.